# Cadlimohütte
Die Cadlimohütte (italienisch: Capanna Cadlimo) ist eine Berghütte der Sektion Uto des Schweizer Alpen-Clubs (SAC) im Kanton Tessin der Schweiz.

## Beschreibung
Die 1916 erstellte Cadlimohütte wurde 1967 nach den Plänen von Jakob Eschenmoser umgebaut. Die 2002 erweiterte Hütte liegt aussichtsreich auf der Südseite des Alpenhauptkammes, hoch über der Leventina und den Tälern Val Cadlimo und Val Piora. Die Hütte befindet sich im Besitz der Sektion Uto, bietet eine Hüttenstube mit Terrasse und Schlafplätze mit Waschgelegenheit.
In der Nähe der Hütte existiert ein Klettergarten mit sechs Routen.

## Zustiege
(Auswahl, weitere Zustiege s. Hütten-Homepage)
- Lago Ritóm (Bergstation Standseilbahn Ritom) – Alpe Tom (Lago di Tom) – Bassa del Lago Scuro – Cadlimohütte (T2, 3-3,5 h)
- Airolo – Sentiero Panoramico – Alpe di Lago – Lago Stabbiello – Cadlimohütte (T2, 4,5-5 h)
- Lukmanierpasshöhe – Val Cadlimo – Cadlimohütte (T3, 3,5-4 Stunden)

## Übergänge zu anderen Hütten
- zur Camona da Maighels über Passo Bornengo und die Val Maighels (T3, 3,5-4 h)
- zur Bovarinahütte über Lukmanierpasshöhe und Passo di Gana Negra (T2-T3,6-7 h)
- zur Vermigelhütte über Passo Bornengo und den Pass Maighels (T2-3, 3-3,5 h)
- zur Cadagnohütte über die Val Cadlimo, Bassa del Lago Scuro, Alpe Tom, Alpe di Piora (T2, 3-3,5 h)